# Malá Čausa
Malá Čausa (allemand : Kleintschauscha, hongrois : Kiscsóta) est un village de Slovaquie situé dans la région de Trenčín.

## Histoire
La première mention écrite du village date de 1430.

## Démographie

### Évolution de la population
| Année:               | 1994. | 2004.   | 2014.   | 2024.   |
| -------------------- | ----- | ------- | ------- | ------- |
| Nombre de personnes: | 628   | 621     | 680     | 706     |
| Différence:          |       | -1,11 % | +9,50 % | +3,82 % |

| Année:               | 2023. | 2024.   |
| -------------------- | ----- | ------- |
| Nombre de personnes: | 705   | 706     |
| Différence:          |       | +0,14 % |